# 김한량
김한량(?~)은  대한민국의 설치미술가·미디어아티스트이다.

## 소개
김한량은 2016년 HAN-RYANG KIM : MURMUR 전시를 기반으로 데뷔한 대한민국의 설치미술가·미디어아티스트이다. 김한량은 설치·영상·사진·조각·전시기획 등을 통해 미술안에서 의미를 찾는 것이 아닌 미술 밖에서 의미화하는 과정에 대한 질문들을 끊임없이 작업으로 표현해오고 있다. 조각들로 형성된 서술의 안에는 계속되는 현실의 문제가 들어있다. 그렇지만 이러한 문제는 사회 안으로 다시금 들어가게 되는 것이 아닌 바깥으로 나가려는 전복의 가능성을, 일맥상통하지 않는 질문자들의 의문과 불안감으로 생성되는 조각들의 서술을 보는 이와 말하고자 한다. 그리고 이미지화된 작가의 말로써 상황에 대한 회귀적인 재현이 아닌 상징적으로 연출된 이미지의 변모를 이끌어낸다. <MURMUR>(2016)에는 감추려고 하나 감추어질 수 없는 인간과 삶이라는 무게의 버거움과 힘겨움이 짙게 부유한다. 그런데 그 짙음 속에서 흡사 산소 한 방울조차 들이마시기 쉽지 않은, 탁하고 탁한 물속에서 겨운 숨을 쉬고 살아가는 우리를 본다. 아니, 밑으로-밑으로 한없이 잠수하는 당대 청년들의 격하고 조용한 목소리를 목도한다. 작품을 둘러싼 채 자그맣게 들리는 그 소리는 일종의 대체제이지만, 관람자들을 그 나락의 끝으로 인도하는 역할에 충실하다.

## 약력

### 개인전
- 2016 HAN-RYANG KIM : MURMUR, 등촌동 643-71번지, 서울

### 기획전
- 2017 BVAF 2017 : BUSAN INTERNATIONAL VIDEO ART FESTIVAL / OCTOBER, THE PEOPLE WALKING IN DARKNESS(부산국제비디오아트페스티벌 / 10월, 세계의 어둠을 걷는자들), 공간 힘, 부산

### 프로젝트
- 2017년 <NAM JUNE PAIK Memorial House : From Seoul to Miami(백남준기념관 연계강연 : 서울에서 마이애미까지)> 이영철 (학예사) 리서치에디터
- 2017년 <ASIA-WORLD : To Create a New Experimental Model for The Exhibition / ASIA CULTURE CENTER(ACC) CULTURE & CREATIVE CENTER Contents And Creation∙Production of foundation(Unreal) Project(아시아-세계를 잇는 융복합  콘텐츠 전시의 새로운 실험 모델 창안을 위하여 / 국립아시아문화전당 문화창조원 콘텐츠 및 창·제작 기반 구축(미실현) 프로젝트)> 논문 디자인 및 편집
- 2017년 학예사 이영철 (학예사) 리서치에디터